# 村役人
村役人（むらやくにん）は、江戸時代（近世）の日本の村落（近世村）において村政をになった百姓。東日本では名主・組頭・百姓代、西日本では庄屋・年寄・百姓代（組頭）を村方三役と呼ぶことが多いが、呼称は時期・地域によって異なる。また東北では名主・庄屋を肝煎と呼ぶことが多い。村方三役のほかに大庄屋（割元・十村）がおかれる場合があった。

## 概要

### 歴史
戦国時代から豊臣秀吉の天下統一にかけて、兵農分離が行われ、在地領主であった武士が城下町に集住するようになると、農民の年貢・諸役の納入は村請制によって行われるようになった。これにより村役人は領主制支配の末端に位置づけられたが、一方では村落共同体の代表者として、資源管理、工事などの共同作業を主導する役目もあった。
幕領では郡代・代官、私領では旗本・御家人、大名（蔵入地）・藩士などの代官・領主が存在し、これらに対して村ごとに年貢・諸役の納入が行われた。相給村落では領主一人に対して一人の名主が必要なため、村内に複数の名主が存在する場合がある。
江戸時代初期には名主・庄屋は土豪や乙名百姓の子孫による世襲であったが、小前百姓が起こした村方騒動や、新田開発による分村などによって、有力百姓の輪番制に移行していった。名主・庄屋への就任は領主による許可が必要だったが、それ以下は届け出るだけの場合が多かった。地域や時代によっては村役人の選定が入れ札や役株売買によって行われることもあった。
明治五年（1872）、戸長・副戸長と名称が変更され、廃止された。

### 職務
名主・組頭は村政担当者で、法令の伝達、年貢割り付けを担い、領主への年貢納入に責任を負った。百姓代は監査役で、百姓代は村役人の不正を糾弾する村方騒動などをきっかけに発生していった。これらの村役人には役料が給付されることが多い。
地方三帳などの文書は村役人の役宅に置かれ、交代の際は引き継がれることがあった。これらは地方文書と呼ばれ、保存されている。
また、大庄屋・割元・十村などと呼ばれる十〜数十の村々（組合村とされることもある）の広域行政を担う役職もあった。幕領では正徳三年（1713）に廃止され、惣代が置かれた。